# Ingrid Dahn

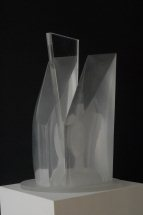
Kopfraum, 2011, Acrylglas

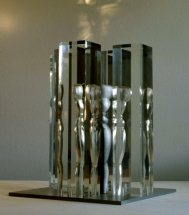
Bild, Abbild, Scheinbild V, 1996, Acrylglas und Aluminium, H.:35 cm

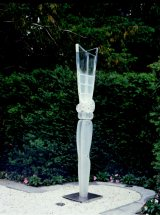
In Ruhe III, 2001, Acrylglas und Edelstahl, H.: 227 cm

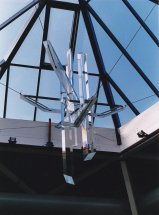
Lichtwege, 1994, Acrylglas und Edelstahl, in der Autobahnraststätte Lonetal-West, H.:280 cm

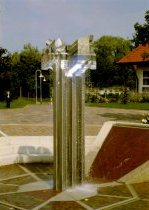
Platzanlage mit Wasserspielen in Weilheim-Teck-Egelsberg, 1990, Acrylglas und Edelstahl, grauer Granit und Porphyr, H.: 360 cm

Ingrid Dahn (* 21. April 1939 in Schwedt/Oder) ist eine deutsche Bildhauerin und Malerin.

## Biographie
Ingrid Dahn studierte von 1959 bis 1962 an der Kunstakademie Karlsruhe unter anderem bei den Professoren Hans Kindermann und Fritz Klemm.
Von 1963 bis 1965 studierte sie Bildhauerei bei Rudolf Hoflehner an der Staatlichen Akademie der Bildenden Künste Stuttgart und Politologie bei Golo Mann an der Technischen Hochschule Stuttgart.
Ingrid Dahn ist seit 1973 Mitglied im Deutschen Künstlerbund, an dessen Jahresausstellungen sie zwischen 1967 und 1976 insgesamt siebenmal teilnahm. Seit 1975 ist sie auch Mitglied im Künstlerbund Baden-Württemberg.
Im Jahr 1997 gründete sie mit den Künstlern Max Schmitz und David Lauer die Künstlergruppe Ataraxia.
Die Künstlerin lebt und arbeitet in Leonberg-Warmbronn und La Orotava auf Teneriffa.

## Werk
Beeinflusst von Rudolf Hoflehner schuf Ingrid Dahn ab 1963 fast lebensgroße, weitgehend abstrahierte, stelenhafte Plastiken aus Stahl. Ab 1969 entstanden überlebensgroße, symmetrische Plexiglas-Elementarfiguren. Grundlegendes Thema ihrer bildhauerischen Arbeiten ist die Situation des Menschen in seiner Umwelt. Außerdem gehören freie, collagierte Zeichnungen zu Dahns Gesamtwerk, die sie unter anderem mit Bleistift, Wachskreide und weißer Farbe anfertigt.

## Werke im öffentlichen Raum
- Grosser Lichtsammler 1980, Acrylglasblöcke und Edelstahl, Bibliothek im Schulzentrum Stuttgart-Neugereuth
- Lichtkreuzung 1985, im Treppenhaus des Ausbildungszentrums der Bundeswehr in Mengen/Allgäu
- Platzgestaltung mit Wasserspielen 1990, in Weilheim-Teck/Egelsberg
- Lichtwege 1994, Acrylglasblöcke und Edelstahl, Autobahnraststätte Lonetal-West